# Fear No Evil
Fear No Evil je jedenácté studiové album německé zpěvačky Doro Pesch. Bylo vydáno v roce 2009.

## Seznam skladeb
1. „The night of the warlock“ – 5:44
2. „Running from the devil“ – 3:37
3. „Celebrate“ – 4:55
4. „Caught in a battle“ – 3:10
5. „Herzblut“ – 4:40
6. „On the run“ – 4:42
7. „Walking with the angels“ – 4:56
8. „I lay my head upon my sword“ – 3:38
9. „I kills me“ – 4:28
10. „Long lost for love“ – 3:27
11. „25 years“ – 4:48
12. „Wildfire“ – 4:24
13. „You won my love“ – 4:13